# Storena obnubila
Storena obnubila là một loài nhện trong họ Zodariidae.
Loài này thuộc chi Storena. Storena obnubila được Eugène Simon miêu tả năm 1901.